# Ana Carolina Dias
Ana Carolina Dias Ferreira (Río de Janeiro, 8 de octubre de 1983) es una actriz brasileña.

## Carrera
Ana se estrenó en la televisión en 1997 en la telenovela infantil Caça Talentos de Globo TV. En 2001 fue confirmada en el elenco de la telenovela Bambuluá como el personaje Tatá; y posteriormente interpretó a Juju en Malhação. A los 15 años fue conductora del programa infantil de variedades TV Globinho, donde se quedó tres años, junto con otras presentadoras.
En 2003 hizo una participación especial en el programa Turma do Didi y en 2004 en Sitio del Picapau Amarelo. En los años 2006 y 2007 interpretó el personaje de María en Páginas da Vida. En 2009 y 2010 interpretó a Carú en Viver a Vida. En 2010 participa en la serie S.O.S. Emergência.
El mismo año concursó en el programa de telerrealidad A Fazenda, del cual fue eliminada el 14 de diciembre. Un año después trabajó en la novela Fina Estampa, en la que interpretó a Deborah, personaje que tuvo éxito. En 2014 trabaja en el teatro, integrando el elenco de la obra Ex-My Loves de Brunno Pires, en la que interpreta a la protagonista Fabi. El mismo año interpretó a la villana Carmem Godinho en la telenovela Imperio.

## Filmografía
- 1997 -	Caça Talentos
- 1999 -	TV Ti Vi
- 2000 -	Caderno Teen
- 2000–01 - Bambuluá
- 2002–04 - TV Globinho
- 2002 -	Malhação
- 2004 -	Sítio do Picapau Amarelo
- 2006 -	Páginas da Vida
- 2009 -	Plugado
- 2009 -	Viver a Vida
- 2010 -	S.O.S. Emergência
- 2010 -	A Fazenda 3
- 2011 -	Fina Estampa
- 2014 -	Em Família
- 2014 -	Império
- 2015 -	Saltibum